# 앙헬 코레아
앙헬 마르틴 코레아 마르티네스(스페인어: Ángel Martín Correa Martínez, 1995년 3월 9일~)는 아르헨티나의 축구 선수로 현재 스페인 프로 축구 리그 라리가의 팀인 아틀레티코 마드리드에서 공격수로 활약하고 있다.
2022년 FIFA 월드컵에서는 아르헨티나의 엔트리에 올라 FIFA 월드컵에서 우승했으나, FIFA 월드컵 우승이라는 어마어마한 경험을 했음에도 불구하고 실력이 전혀 늘지 않아 2024년 코파 아메리카에서는 그 화려한 경력에도 불구하고 엔트리에 선발되지 못했다.

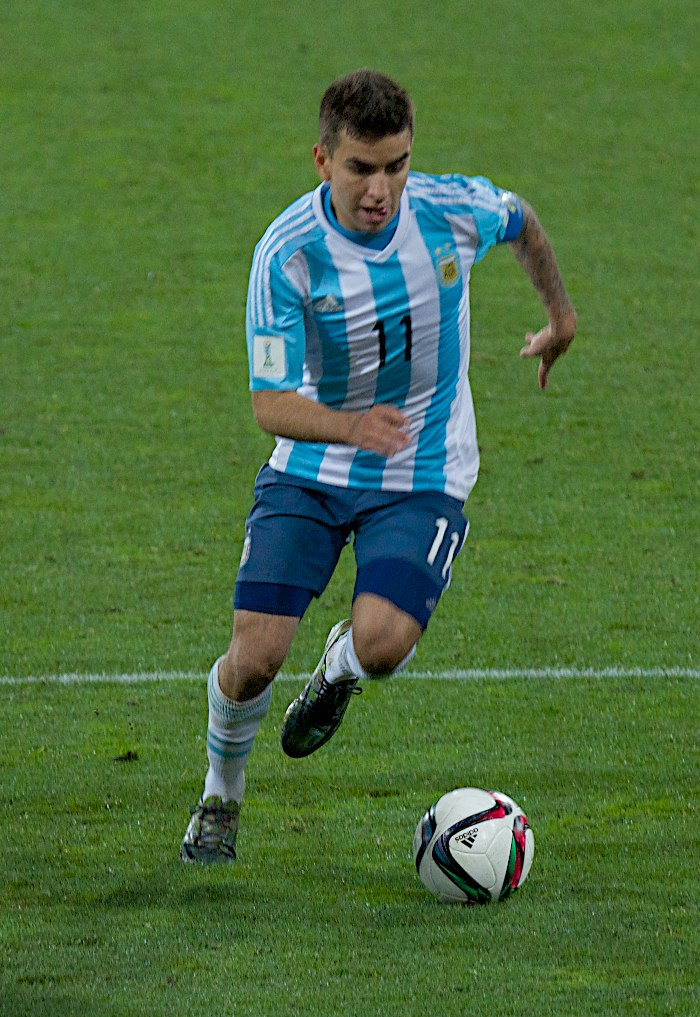
2015년 U-20 월드컵 당시의 코레아

## 수상

### 클럽
CA 산로렌소
- 아르헨티나 프리메라 디비시온 : 우승 (2013 토르네오 이니시알)
- 코파 리베르타도레스 : 우승 (2014)

 아틀레티코 마드리드
- 스페인 프리메라리가 : 우승 (2020-21), 준우승 (2017-18, 2018-19), 3위 (2014-15, 2015-16, 2016-17, 2019-20)
- 코파 델 레이 : 4강 (2016-17)
- UEFA 챔피언스리그 : 준우승 (2015-16), 4강 (2016-17)
- UEFA 유로파리그 : 우승 (2017-18)
- UEFA 슈퍼컵 : 우승 (2018)

### 국가대표팀
아르헨티나 U-20
- CONMEBOL U-20 축구 선수권 대회 : 우승 (2015)

 아르헨티나
- FIFA 월드컵 : 우승 (2022)
- 코파 아메리카 : 우승 (2021)